# Ahrtalbahn
| |                                                |                                                             |                                                             |
| Streckennummer (DB): | 3000                                           |                                                             |                                                             |
| Kursbuchstrecke (DB): | 477                                            |                                                             |                                                             |
| Kursbuchstrecke: | 248h (1946) 248g (Dümpelf–Adenau 1946)         |                                                             |                                                             |
| Streckenlänge: | 42,4 km                                        |                                                             |                                                             |
| Spurweite: | 1435 mm (Normalspur)                           |                                                             |                                                             |
| Streckenklasse: | D4 (Remagen–Ahrweiler) CE (Ahrweiler–Ahrbrück) |                                                             |                                                             |
| Streckengeschwindigkeit: | 80 km/h                                        |                                                             |                                                             |
| Zugbeeinflussung: | PZB                                            |                                                             |                                                             |
| Zweigleisigkeit: | Remagen–Walporzheim                            |                                                             |                                                             |
| |                                                |                                                             |                                                             |
| \| \| \| von Bonn \| \| \| \| 0,000 \| Remagen \| Remagen \| \| \| \| nach Koblenz \| \| \| \| \| vom Abzw Viktoriaberg \| \| \| \| \| Abzw Reisberg \| \| \| \| \| Remagener Kurve vom Abzw Ahrbrücke \| \| \| \| \| Abzw Hellenberg \| \| \| \| \| nach Ringen (ehemals geplant) \| \| \| \| 4,666 \| Bad Bodendorf (ehemals Bodendorf) \| Bad Bodendorf (ehemals Bodendorf) \| \| \| 7,250 \| Heimersheim/Lohrsdorf (seit 12/2024) \| Heimersheim/Lohrsdorf (seit 12/2024) \| \| \| 7,953 \| Heimersheim (bis 12/2024) \| Heimersheim (bis 12/2024) \| \| \| \| A 61 \| \| \| \| 10,202 \| Bad Neuenahr (ehemals Neuenahr) \| Bad Neuenahr (ehemals Neuenahr) \| \| \| \| Bad Neuenahr Mitte[2] (geplant) \| \| \| \| 12,914 \| Ahrweiler \| Ahrweiler \| \| \| 13,950 \| Ahrweiler Markt (seit 1963) \| Ahrweiler Markt (seit 1963) \| \| \| \| \| \| \| \| 15,519 \| Walporzheim (Hp Üst, seit 10.12.2021 Bahnhof) \| Walporzheim (Hp Üst, seit 10.12.2021 Bahnhof) \| \| \| \| \| \| \| \| \| Ahr (mehrfach) \| \| \| \| 17,500 \| Marienthal (1939–1950) \| Marienthal (1939–1950) \| \| \| 18,300 \| Dernau Ort (1955–1960) \| Dernau Ort (1955–1960) \| \| \| 18,863 \| Dernau \| Dernau \| \| \| 20,550 \| Rech \| Rech \| \| \| \| von Liblar (unvollendet) \| \| \| \| 21,200 \| Abzw Rech (unvollendet) \| Abzw Rech (unvollendet) \| \| \| \| Ahr \| \| \| \| \| \| \| \| \| \| Saffenburger Tunnel (219 m, stillgelegte Röhre: 235 m) \| \| \| \| \| \| \| \| \| 21,840 \| Mayschoß \| Mayschoß \| \| \| \| Laacher Tunnel (384 m) \| \| \| \| \| Reimerzhover Tunnel (156 m) \| \| \| \| \| Krähardt-Tunnel (89 m) \| \| \| \| \| Ahr \| \| \| \| \| \| \| \| \| \| Engelslay-Tunnel (66 m, stillgelegte Röhre: 75 m) \| \| \| \| \| \| \| \| \| \| Ahr \| \| \| \| 25,234 \| Altenahr \| Altenahr \| \| \| \| Ahr \| \| \| \| \| Ahr \| \| \| \| \| Ahr \| \| \| \| 26,678 \| Kreuzberg (Ahr) \| Kreuzberg (Ahr) \| \| \| \| Ahr \| \| \| \| 29,103 \| Ahrbrück (bis 1996: Brück (Ahr)) \| Ahrbrück (bis 1996: Brück (Ahr)) \| \| \| \| Ahr \| \| \| \| \| Ahr \| \| \| \| 31,400 \| Hönningen (Ahr) \| Hönningen (Ahr) \| \| \| \| Abzw Liers (nach 1945 zeitw. Lst) \| \| \| \| \| \| \| \| \| \| Dümpelfelder Kurve zum Abzw Insul von Lissendorf \| \| \| \| \| \| \| \| \| 35,800 \| Dümpelfeld \| Dümpelfeld \| \| \| 40,200 \| Leimbach \| Leimbach \| \| \| \| \| \| \| \| 42,400 \| Adenau (weiter nicht ausgeführt, genehmigt lt. Gesetz 1914) \| Adenau (weiter nicht ausgeführt, genehmigt lt. Gesetz 1914) \| \| \| \| \| \| \| \| \| Breidscheid \| \| \| \| \| Nürburg mit Tunnel bei Quiddelbach \| \| \| \| \| Wiesemscheid \| \| \| \| \| Müllenbach-Rothenbach \| \| \| \| \| Kelberg \| \| \| \| \| Neichen \| \| \| \| \| Nerdlen \| \| \| \| \| von Gerolstein \| \| \| \| \| Rengen später Hp \| \| \| \| \| nach Andernach und Wittlich \| \| \| \| \| \| \| \| Quellen: [3][4] \| \| \| \| |                                                |                                                             |                                                             |
| |                                                | von Bonn                                                    |                                                             |
| Bahnhof | 0,000                                          | Remagen                                                     | Remagen                                                     |
| Abzweig geradeaus und nach links |                                                | nach Koblenz                                                | nach Koblenz                                                |
| Abzweig geradeaus und ehemals von links |                                                | vom Abzw Viktoriaberg                                       | vom Abzw Viktoriaberg                                       |
| ehemalige Blockstelle |                                                | Abzw Reisberg                                               | Abzw Reisberg                                               |
| Abzweig geradeaus und ehemals von links |                                                | Remagener Kurve vom Abzw Ahrbrücke                          | Remagener Kurve vom Abzw Ahrbrücke                          |
| ehemalige Blockstelle |                                                | Abzw Hellenberg                                             | Abzw Hellenberg                                             |
| Abzweig geradeaus und ehemals nach rechts |                                                | nach Ringen (ehemals geplant)                               | nach Ringen (ehemals geplant)                               |
| Haltepunkt / Haltestelle | 4,666                                          | Bad Bodendorf (ehemals Bodendorf)                           | Bad Bodendorf (ehemals Bodendorf)                           |
| Haltepunkt / Haltestelle | 7,250                                          | Heimersheim/Lohrsdorf (seit 12/2024)                        | Heimersheim/Lohrsdorf (seit 12/2024)                        |
| ehemaliger Haltepunkt / Haltestelle | 7,953                                          | Heimersheim (bis 12/2024)                                   | Heimersheim (bis 12/2024)                                   |
| Strecke mit Straßenbrücke |                                                | A 61                                                        | A 61                                                        |
| Bahnhof | 10,202                                         | Bad Neuenahr (ehemals Neuenahr)                             | Bad Neuenahr (ehemals Neuenahr)                             |
| ehemaliger Haltepunkt / Haltestelle |                                                | Bad Neuenahr Mitte (geplant)                                | Bad Neuenahr Mitte (geplant)                                |
| Bahnhof | 12,914                                         | Ahrweiler                                                   | Ahrweiler                                                   |
| Haltepunkt / Haltestelle | 13,950                                         | Ahrweiler Markt (seit 1963)                                 | Ahrweiler Markt (seit 1963)                                 |
| |                                                |                                                             |                                                             |
| | 15,519                                         | Walporzheim (Hp Üst, seit 10.12.2021 Bahnhof)               | Walporzheim (Hp Üst, seit 10.12.2021 Bahnhof)               |
| |                                                |                                                             |                                                             |
| |                                                | Ahr (mehrfach)                                              |                                                             |
| | 17,500                                         | Marienthal (1939–1950)                                      | Marienthal (1939–1950)                                      |
| | 18,300                                         | Dernau Ort (1955–1960)                                      | Dernau Ort (1955–1960)                                      |
| | 18,863                                         | Dernau                                                      | Dernau                                                      |
| | 20,550                                         | Rech                                                        | Rech                                                        |
| |                                                | von Liblar (unvollendet)                                    |                                                             |
| ehemalige Blockstelle | 21,200                                         | Abzw Rech (unvollendet)                                     | Abzw Rech (unvollendet)                                     |
| |                                                | Ahr                                                         |                                                             |
| |                                                |                                                             |                                                             |
| Tunnel |                                                | Saffenburger Tunnel (219 m, stillgelegte Röhre: 235 m)      | Saffenburger Tunnel (219 m, stillgelegte Röhre: 235 m)      |
| |                                                |                                                             |                                                             |
| | 21,840                                         | Mayschoß                                                    | Mayschoß                                                    |
| Tunnel |                                                | Laacher Tunnel (384 m)                                      | Laacher Tunnel (384 m)                                      |
| Tunnel |                                                | Reimerzhover Tunnel (156 m)                                 | Reimerzhover Tunnel (156 m)                                 |
| Tunnel |                                                | Krähardt-Tunnel (89 m)                                      | Krähardt-Tunnel (89 m)                                      |
| |                                                | Ahr                                                         |                                                             |
| |                                                |                                                             |                                                             |
| Tunnel |                                                | Engelslay-Tunnel (66 m, stillgelegte Röhre: 75 m)           | Engelslay-Tunnel (66 m, stillgelegte Röhre: 75 m)           |
| |                                                |                                                             |                                                             |
| |                                                | Ahr                                                         |                                                             |
| | 25,234                                         | Altenahr                                                    | Altenahr                                                    |
| |                                                | Ahr                                                         |                                                             |
| |                                                | Ahr                                                         |                                                             |
| |                                                | Ahr                                                         |                                                             |
| | 26,678                                         | Kreuzberg (Ahr)                                             | Kreuzberg (Ahr)                                             |
| |                                                | Ahr                                                         |                                                             |
| Haltepunkt / Haltestelle Strecke ab hier außer Betrieb | 29,103                                         | Ahrbrück (bis 1996: Brück (Ahr))                            | Ahrbrück (bis 1996: Brück (Ahr))                            |
| Brücke über Wasserlauf (Strecke außer Betrieb) |                                                | Ahr                                                         | Ahr                                                         |
| Brücke über Wasserlauf (Strecke außer Betrieb) |                                                | Ahr                                                         | Ahr                                                         |
| Bahnhof (Strecke außer Betrieb) | 31,400                                         | Hönningen (Ahr)                                             | Hönningen (Ahr)                                             |
| Blockstelle (Strecke außer Betrieb) |                                                | Abzw Liers (nach 1945 zeitw. Lst)                           | Abzw Liers (nach 1945 zeitw. Lst)                           |
| |                                                |                                                             |                                                             |
| Abzweig geradeaus, nach rechts und von rechts (Strecke außer Betrieb) |                                                | Dümpelfelder Kurve zum Abzw Insul von Lissendorf            | Dümpelfelder Kurve zum Abzw Insul von Lissendorf            |
| |                                                |                                                             |                                                             |
| Bahnhof (Strecke außer Betrieb) | 35,800                                         | Dümpelfeld                                                  | Dümpelfeld                                                  |
| Haltepunkt / Haltestelle (Strecke außer Betrieb) | 40,200                                         | Leimbach                                                    | Leimbach                                                    |
| |                                                |                                                             |                                                             |
| Kopfbahnhof Streckenende und Streckenanfang (Strecke außer Betrieb) | 42,400                                         | Adenau (weiter nicht ausgeführt, genehmigt lt. Gesetz 1914) | Adenau (weiter nicht ausgeführt, genehmigt lt. Gesetz 1914) |
| |                                                |                                                             |                                                             |
| |                                                | Breidscheid                                                 |                                                             |
| |                                                | Nürburg mit Tunnel bei Quiddelbach                          |                                                             |
| |                                                | Wiesemscheid                                                |                                                             |
| |                                                | Müllenbach-Rothenbach                                       |                                                             |
| |                                                | Kelberg                                                     |                                                             |
| |                                                | Neichen                                                     |                                                             |
| |                                                | Nerdlen                                                     |                                                             |
| |                                                | von Gerolstein                                              |                                                             |
| Bahnhof (Strecke außer Betrieb) |                                                | Rengen später Hp                                            | Rengen später Hp                                            |
| |                                                | nach Andernach und Wittlich                                 |                                                             |
| |                                                |                                                             |                                                             |
| Quellen: |                                                |                                                             |                                                             |

Die Ahrtalbahn ist eine teilweise zweigleisige, nicht elektrifizierte Nebenbahn durch das Ahrtal, die ursprünglich von Remagen bis Adenau führte. Der Abschnitt Hönningen–Adenau wurde 1985 und der Abschnitt Ahrbrück–Hönningen 1999 stillgelegt. Durch das Hochwasser der Ahr am 14. Juli 2021 wurden die Bahnanlagen talaufwärts von Walporzheim weitgehend zerstört. Am 8. November 2021 wurde der Zugbetrieb zwischen Remagen und Ahrweiler wieder aufgenommen, seit dem 12. Dezember 2021 verkehren die Züge wieder bis Walporzheim. Der Abschnitt Walporzheim – Ahrbrück wird laut Bahnangaben Ende 2025 wieder betrieben werden können. Von Remagen bis Bad Neuenahr ist die Strecke nur eingleisig befahrbar.

## Geschichte

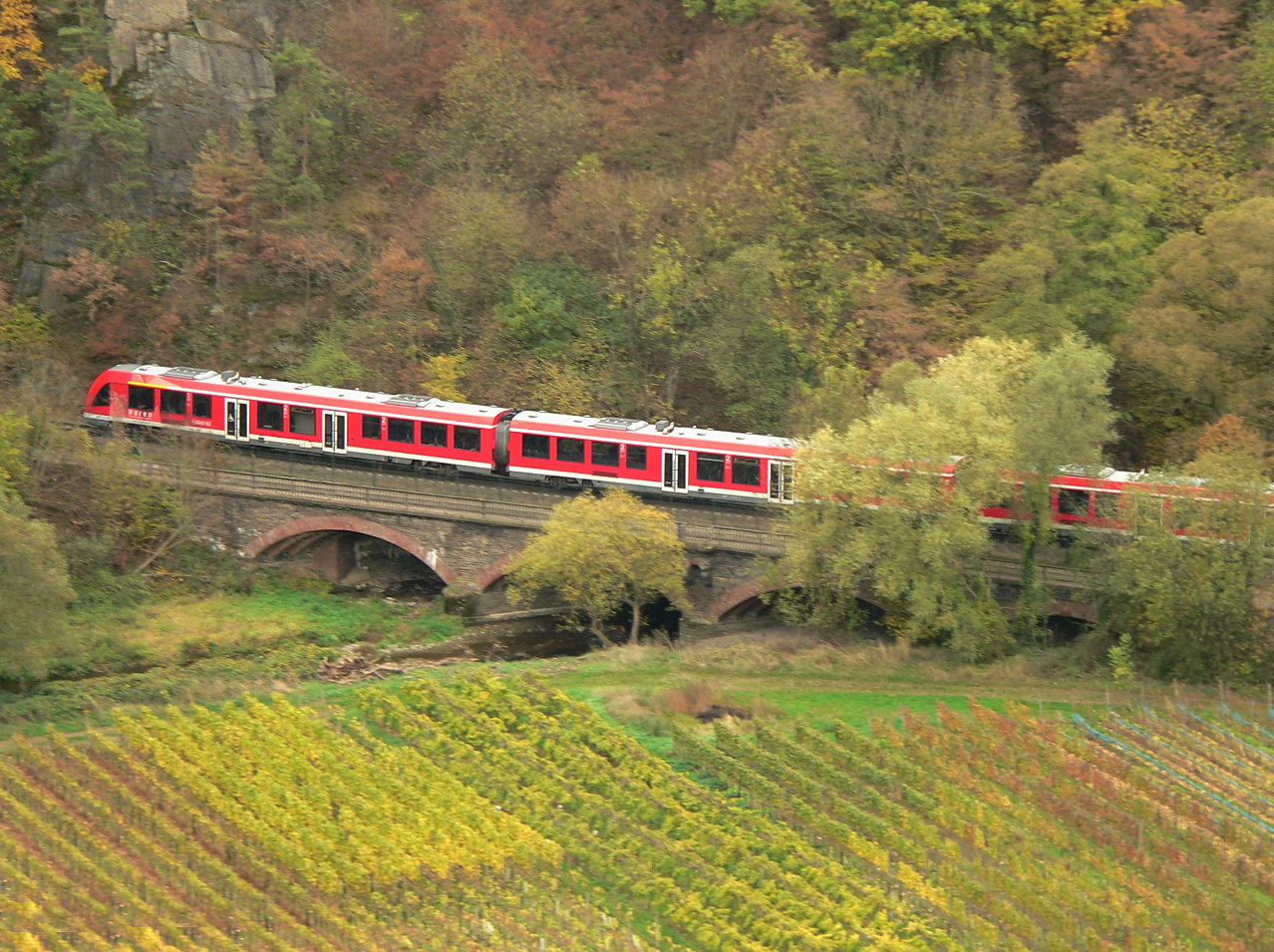
Querung der Ahr bei Marienthal

### 19. Jahrhundert: Bau und Inbetriebnahme
Nachdem Remagen seinen Schienenanschluss bereits 1858 durch die linke Rheinstrecke der Rheinischen Eisenbahngesellschaft bekommen hatte, erhielt das gleiche Unternehmen am 23. September 1879 eine Ministerialverfügung zum Bau einer Stichstrecke durch das Ahrtal. Am 17. September 1880 eröffnete die Gesellschaft das erste Teilstück bis Ahrweiler, das am 1. Dezember 1886 bis Altenahr und am 15. Juli 1888 bis Adenau weitergeführt wurde.

„Am 1. December l. J. wurde die neu erbaute 11,5 km lange (die Fortsetzung der Linie Remagen-Ahrweiler bildende) Eisenbahnstrecke Ahrweiler-Altenahr mit den Stationen Valporzheim, Dernau, Mayschoß und Altenahr für den Personen-, Gepäck-, Eilgut- und Güterverkehr unter Zugrundelegung der Bahnordnung für Eisenbahnen untergeordneter Bedeutung dem Betriebe übergeben. Die neueröffnete Strecke wurde den Vereinsbahnstrecken zugezählt. (Z. 26.735/IV.)“

### 1900–1945

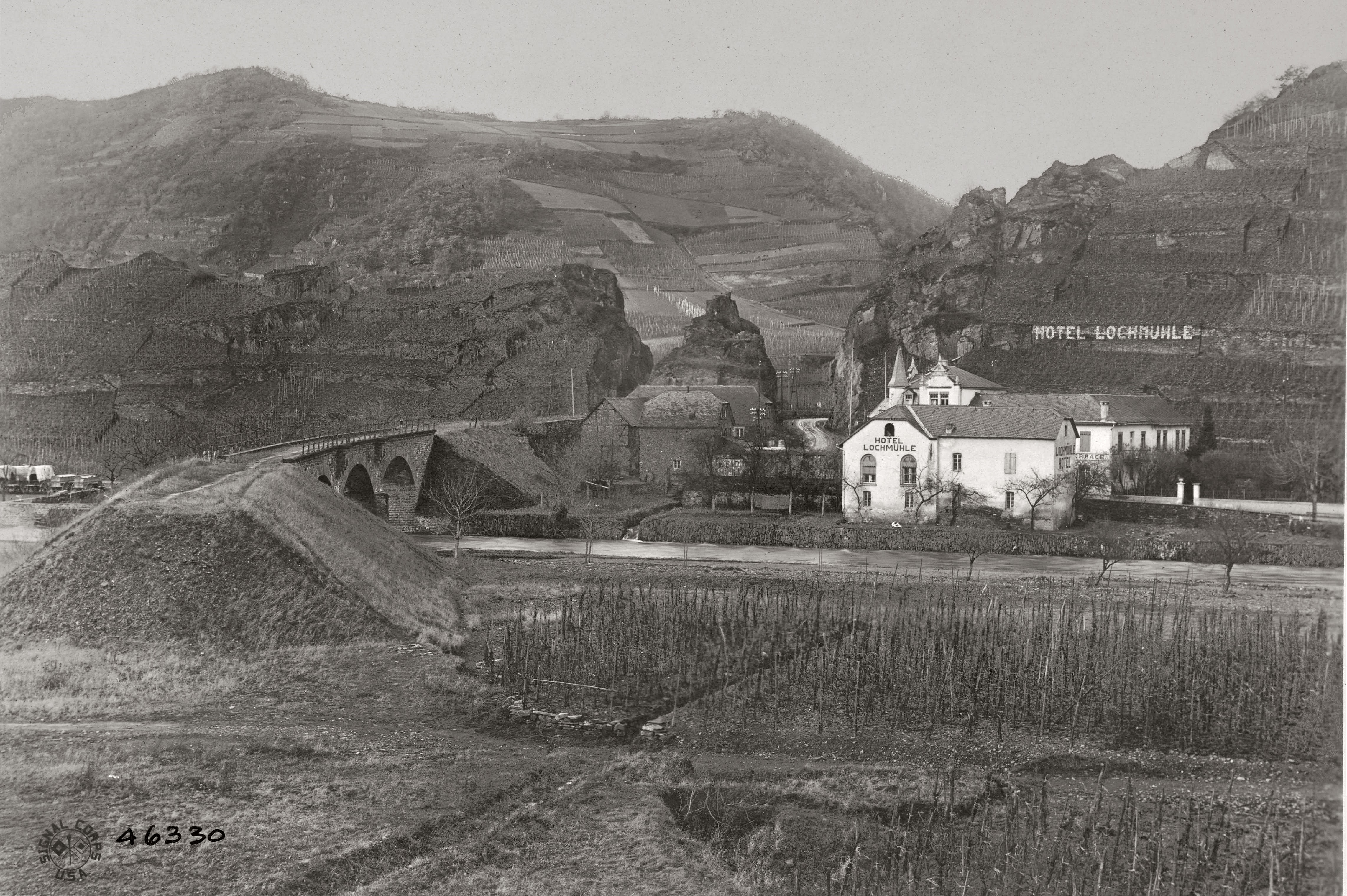
Die alte Trasse bei Lochmühle 1919

Aus strategischen Gründen begann 1910 der Bau eines zweiten Gleises von Remagen bis zum Abzweig Liers. Gleichzeitig wurde die ursprüngliche Strecke teilweise verlegt.
Das Hochwasser der Ahr am 13. Juni 1910 riss die Baugerüste mit und zerstörte mit ihnen und anderem Treibgut Kantinen und alle Straßenbrücken außer der von Rech. Die Schäden im Ahrtal wurden auf deutlich über drei Millionen Mark (entspricht heute etwa 21,2 Millionen Euro) geschätzt. Unter den 53 Menschen, die den Tod fanden, waren italienische Bahnarbeiter und andere, jedoch keiner aus dem Ahrkreis. Ab 18. Juni konnte die Eisenbahn wieder bis Altenahr verkehren.

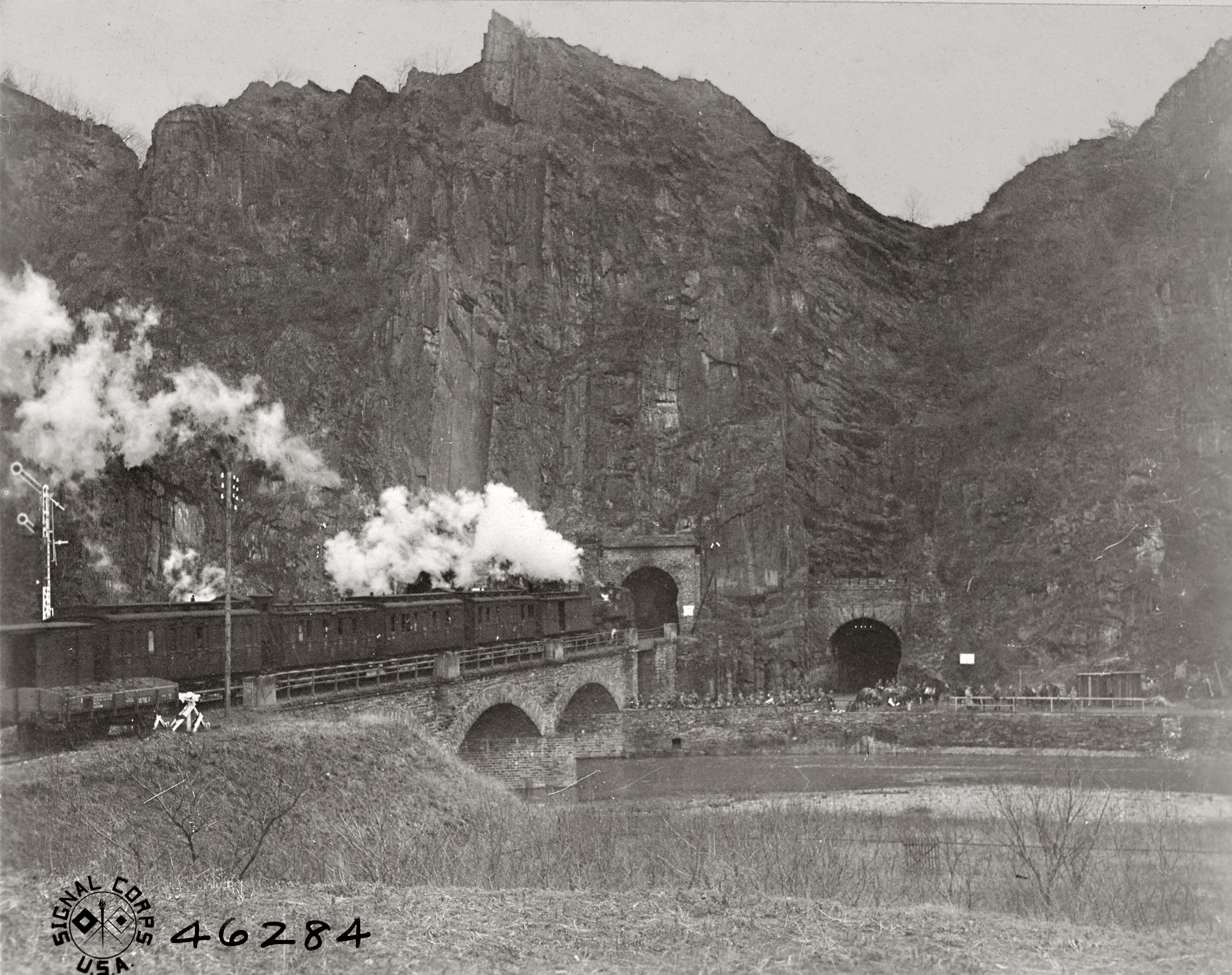
Altenahr zur Zeit der amerikanischen Besatzung 1919

1912 wurde die Bahnstrecke Dümpelfeld–Hillesheim (Eifel)–Lissendorf eröffnet. Sie folgt der Ahr flussaufwärts und biegt bei Ahrdorf (Ahr) in das Tal des Ahbachs ein. Mit der Dümpelfelder Kurve (Abzw Liers–Abzw Insul) wurden die Strecken nach Adenau und Hillesheim verbunden.
Die Bahnstrecke Ahrdorf (Ahr)–Blankenheim (Wald) wurde 1913 eröffnet. Sie stellte die Verbindung vom Ahrtal über Blankenheim an die Eifelbahn her. Parallel dazu entstand in Kreuzberg (Ahr) ein Bahnbetriebswerk (Bw).

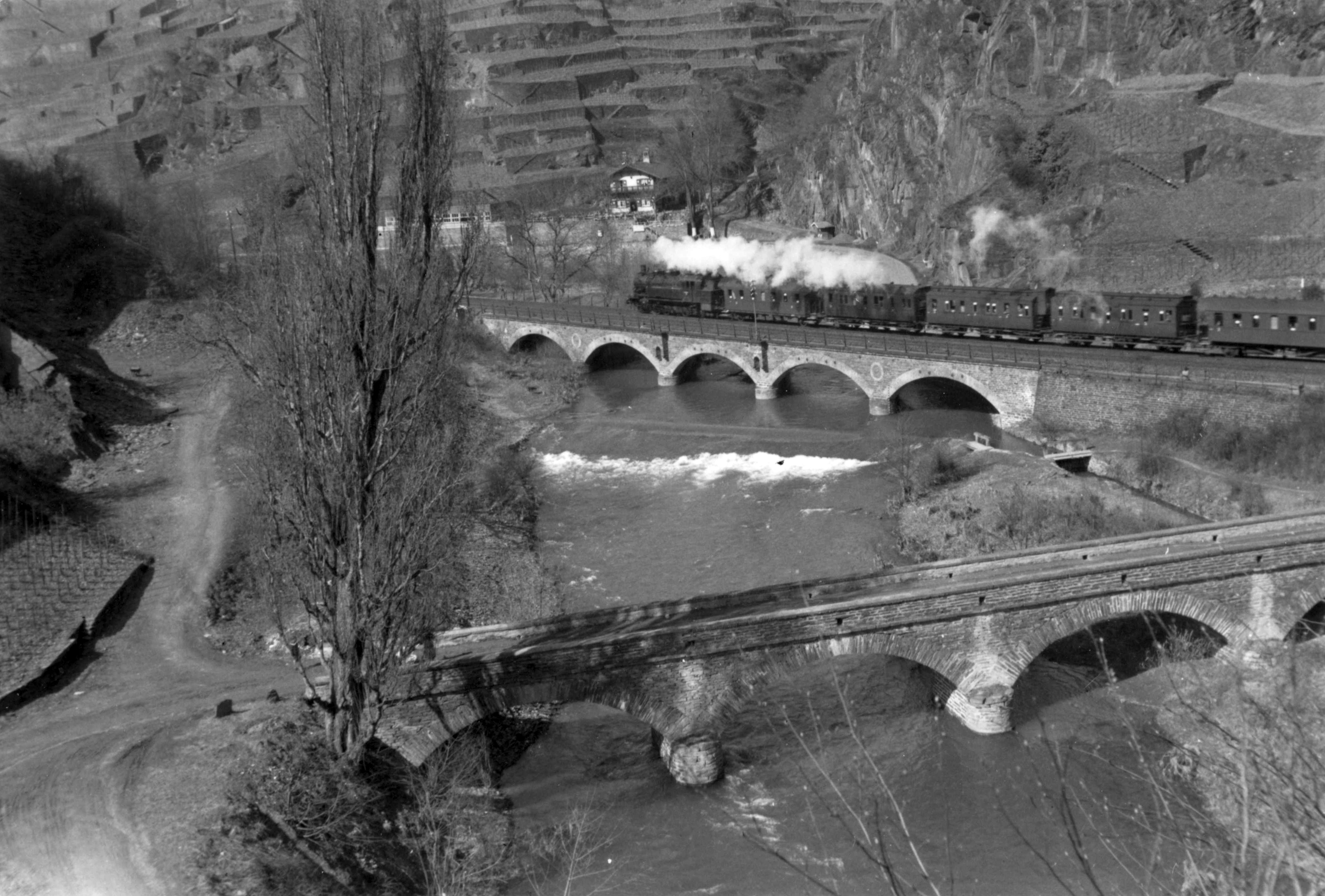
1940 an der „Bunten Kuh“

Eine Strecke von Adenau nach Daun (Luftlinie 22 Kilometer, siehe auch Bundesstraße 257), von 1917 bis 1944 als Planung dargestellt, wurde nicht gebaut. Auch hier wären die Gründe für den Bau überwiegend militärischer Natur gewesen. Aus strategischen Gründen wurde die Ahrtalbahn über die Ludendorff-Brücke (1918 fertiggestellt; bekannt als Brücke von Remagen) an die Rechte Rheinstrecke angeschlossen. Nach dem Einsturz der Brücke am 17. März 1945 wurden sie und die Zufahrten abgebaut.
Eine strategische Bahn als Entlastungsstrecke der Verbindung zwischen dem Ruhrgebiet und der Mosel-Saar-Region und weiter nach Frankreich („Ruhr-Mosel-Entlastungslinie“) wurde ab 1904 aus Richtung Neuß gebaut und sollte über Ringen (Grafschaft), Rech im Ahrtal und Hillesheim in Gerolstein an die Eifelbahn anschließen. Der Bau ins Ahrtal hinunter nach Rech wurde in den 1920er Jahren eingestellt, weil die französische Besatzungsmacht den Weiterbau verbot. Bei Ahrweiler stehen Viaduktpfeiler. In fertiggebauten Tunnelabschnitten befand sich ab 1960 der Regierungsbunker mit dem Ausweichsitz der Verfassungsorgane des Bundes im Krisen- und Verteidigungsfall zur Wahrung von deren Funktionstüchtigkeit (AdVB) ().

Am 16. August 1918 stießen bei Dümpelfeld ein Personenzug und ein Militärzug zusammen. 31 Menschen starben, 73 wurden verletzt.
Durch den Bau des Westwalls ab 1938 erhielt die Ahrtalbahn erneut strategische Bedeutung. Im Laufe des Zweiten Weltkriegs wurde sie durch alliierte Luftangriffe und deutsche Sprengungen stark beschädigt. Sie war ab 1951 wieder durchgehend befahrbar.

### 1945–2000
Als Reparation wurde das zweite Streckengleis von Walporzheim bis Liers abgebaut. Die acht zerstörten Brücken wurden eingleisig wieder aufgebaut. Nach dem behelfsmäßigen Abschluss der Arbeiten war 1948 wieder ein durchgängiger Betrieb möglich.
Der Güterverkehr Hönningen (Ahr) – Adenau wurde am 31. Mai 1985 eingestellt. Mit einer Sondergenehmigung durfte nach einem Sturm bis März 1986 noch Holz von Adenau auf der schon stillgelegten Strecke transportiert werden. Bis zum 31. Dezember 1996 gab es noch Güterverkehr im Abschnitt Ahrbrück – Hönningen (Ahr), am 23. Dezember 1999 wurde der Abschnitt stillgelegt. Im Bereich Hönningen (Ahr) wurde die Bahntrasse 2001 zugunsten einer Umgehungsstraße im Rahmen der Bundesstraße 257 zurückgebaut.
Ab dem 2. Juni 1985 wurde der Personenverkehr auf den Abschnitt Remagen – Kreuzberg (Ahr) beschränkt und ein Stundentakt eingeführt. 1990 wurde das Angebot zwischen Remagen und Ahrweiler im Berufsverkehr auf einen Halbstundentakt verdichtet. Im Juni 1996 wurde der Personenverkehr auf dem Abschnitt Kreuzberg–Ahrbrück (vormals Brück (Ahr)) wieder aufgenommen.

### 21. Jahrhundert

#### Bis zum Hochwasser 2021
Im November 2000 lösten Dieseltriebwagen die lokbespannten Wendezüge ab. Seit 2001 gibt es umsteigefreie Verbindungen von der Ahrtalbahn nach Bonn.
Auf der Trasse des zweiten Streckengleises wurde zwischen Rech und Altenahr der Ahr-Radweg als Bahntrassenradweg angelegt.
Im Jahr 2016 hatte der Verein „Freunde der Ahrtalbahn“ eine geplante Umstellung des Betriebsverfahrens auf einen technisch unterstützten Zugleitbetrieb zwischen Ahrweiler und Ahrbrück zur Personaleinsparung kritisiert. Die DB Netz verfolgte diese Pläne daraufhin nicht weiter.
Im Juli 2019 wurde der Auftrag erteilt, die Strecke mit einem elektronischen Stellwerk auszurüsten.

#### Hochwasser im Juli 2021

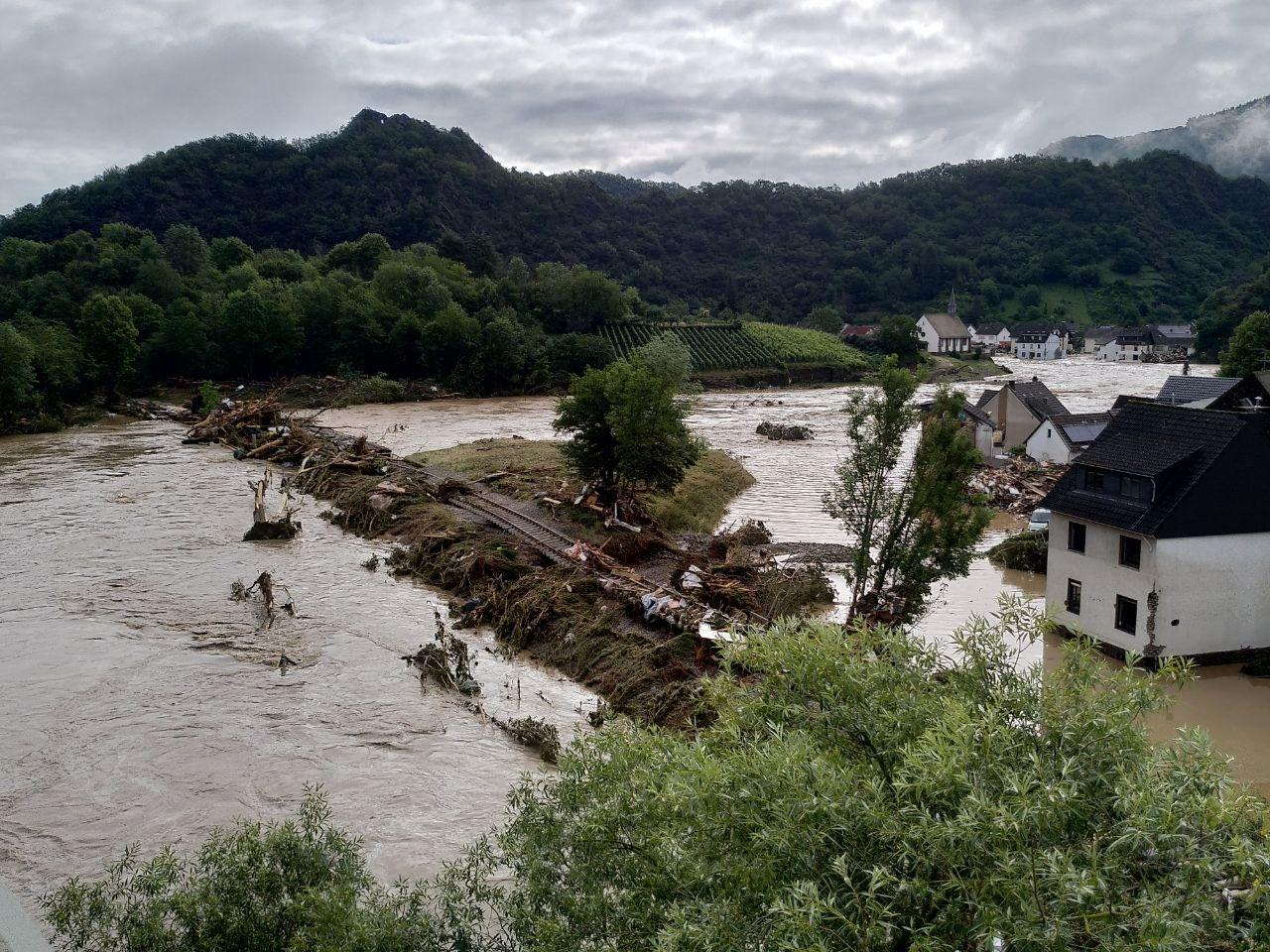
Zerstörte Strecke in Altenahr-Altenburg am 15. Juli 2021. An der Brücke der typische Stau von Treibgut.

Während der Flutkatastrophe vom 14./15. Juli 2021 wurden sieben Brücken und 20 Kilometer Strecke zerstört. Der für den 17. Juli geplante Baubeginn für ein elektronisches Stellwerk entfiel.
Ab dem 15. Juli 2021 verkehrten die Züge der Linie RB 30 nach einer kurzen Unterbrechung nur noch zwischen Remagen und Bonn Hauptbahnhof, der Betrieb der RB 39 wurde eingestellt. Am 20. Juli 2021 wurde ein Schienenersatzverkehr eingerichtet, der in unterschiedlichen Linienläufen die Orte zwischen Remagen und Ahrbrück bedient. Entsprechend dem Voranschreiten der örtlichen Aufbau- und Wiederherstellungsarbeiten mussten die Busfahrpläne wiederholt angepasst werden.
Die im Hinblick auf die zwischenzeitlich abgesagte Landesgartenschau 2023 durch den ÖPNV-Aufgabenträger zum Fahrplanwechsel im Dezember 2021 bestellte Ausweitung des Angebots auf der Linie RB 39, die wochentags bis Dernau zu einer Taktverdichtung auf 20 Minuten geführt hätte, entfiel.

#### Havarierte Fahrzeuge
Sieben Triebzüge der Baureihe 620, die in Gerolstein, Densborn, Kordel und Kreuzberg (Ahr) abgestellt waren, wurden geflutet und stark beschädigt. Das in Kreuzberg havarierte Fahrzeug 620 045 wurde im Juli 2022 nach Ahrbrück überführt, wofür zum Teil neue Gleise gelegt werden mussten. Am 5. September 2022 wurde der Triebzug, in seine drei Wagen zerlegt, auf Straßenfahrzeugen nach Meckenheim an die Voreifelbahn transportiert und dort wieder aufgegleist. Anschließend folgte über die Schiene die Überführung nach Salzgitter zur Reparatur bei Alstom.

#### Wiederaufbau
Der Betrieb wurde am 8. November 2021 zwischen Remagen und Ahrweiler eingleisig wieder aufgenommen. Dafür wurden beim Haltepunkt Heimersheim circa 1,2 Kilometer Gleise und 1,5 Kilometer Bahndamm instand gesetzt. Die Inbetriebnahme des zweiten Gleises ist aufwändiger und erfolgt zu einem späteren Zeitpunkt. Auf dem Abschnitt Ahrweiler–Walporzheim verkehren seit dem 12. Dezember 2021 wieder Züge.
Die Trasse zwischen Walporzheim und Ahrbrück wird neu gebaut. Vor dem Wiederaufbau waren „Bestandsaufnahmen und detaillierte Planungen“ notwendig. Neun Brücken, fast alle Stützbauwerke und 14 km Oberbau sowie die übrige Infrastruktur wurden bis Sommer 2025 komplett erneuert. Bahndämme, Brücken und Durchlässe sollen künftig auch schwerem Hochwasser standhalten. Zugleich wird die Strecke elektrifiziert. Mit dem Wiederaufbau wurde Ende 2023 begonnen. Um die von der Flut zerstörten Brückenteile zu recyceln, begann die DB, auf einer landwirtschaftlichen Fläche im Außenbereich der Gemeinde Grafschaft eine entsprechende Anlage zu errichten. Da keine Baugenehmigung vorlag, verhängte der Landkreis Ahrweiler einen Baustopp, die Behörden hatten erst nach Baubeginn von dem Vorhaben erfahren. Das elektronische Stellwerk für den Abschnitt von Remagen bis Walporzheim wurde mit neuen Signalen Anfang Dezember 2023 in Betrieb genommen. Auf dem Abschnitt Remagen – Walporzheim wurden im Frühjahr 2024 Fahrleitungsmasten gesetzt. Der Haltepunkt Bad Bodendorf erhält zwei neue Außenbahnsteige. So wurde von den Osterferien 2024 bis Pfingsten zuerst der Bahnsteig Richtung Walporzheim gebaut, danach erfolgte der Rückbau des alten Inselbahnsteigs. Der zweite Bahnsteig (Richtung Remagen) wurde dann gegen Sommer gebaut.

Am 8. Juli 2025 wurde mit der Eisenbahnüberführung Pützfeld die letzte Ahrbrücke des Wiederaufbaus eingeschoben. Sie war abseits ihrer Pfeiler gefertigt worden.
 Eine Wiederinbetriebnahme der Strecke bis Ahrbrück wird für Ende 2025 angestrebt.
Nach dem Wiederaufbau wird die Bahnstrecke durch die nördliche Röhre des Saffenburger Tunnels verlaufen. Da der Bahnhof Heimersheim an einer Engstelle des Flusslaufs lag und zudem nur aufwendig barrierefrei ausgebaut hätte werden können, wurde 700 Meter östlich davon als Ersatz der neue Haltepunkt Heimersheim/Lohrsdorf errichtet. Somit kann auch auf den Neubau der zerstörten Fußgängerbrücke verzichtet werden. Ein zusätzlicher Haltepunkt bei Heppingen soll geprüft werden, müsste allerdings eine reguläre Genehmigung erhalten.

### Bahnhof Remagen

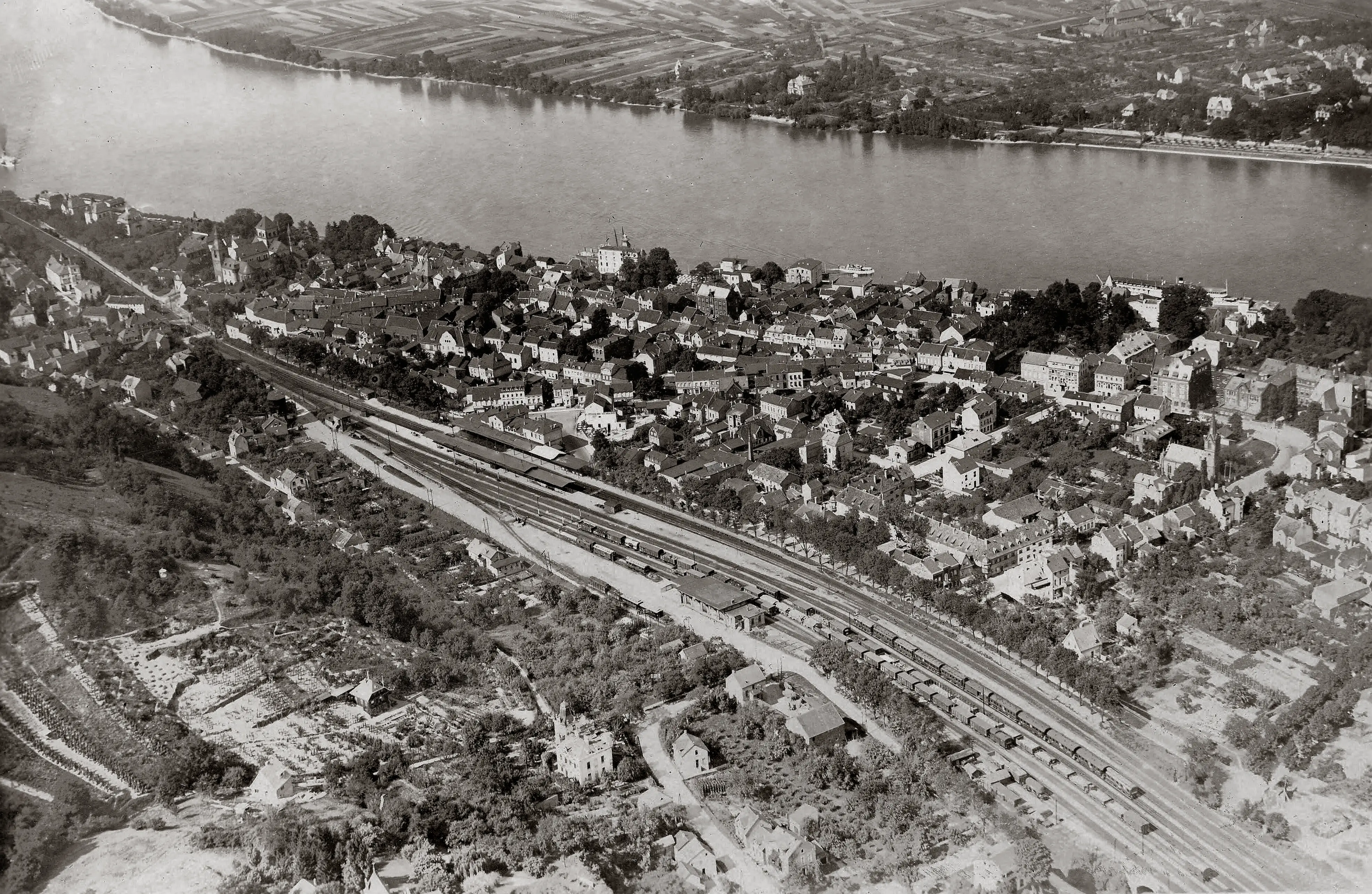
Remagen 1930

## Streckenbeschreibung

### Haltepunkt Bad Bodendorf
Der Haltepunkt liegt an Streckenkilometer 4,7.
Früher war Bad Bodendorf ein Bahnhof:S. 13., heute ist es nur noch eine Blockstelle.

### Haltepunkt Heimersheim/Lohrsdorf

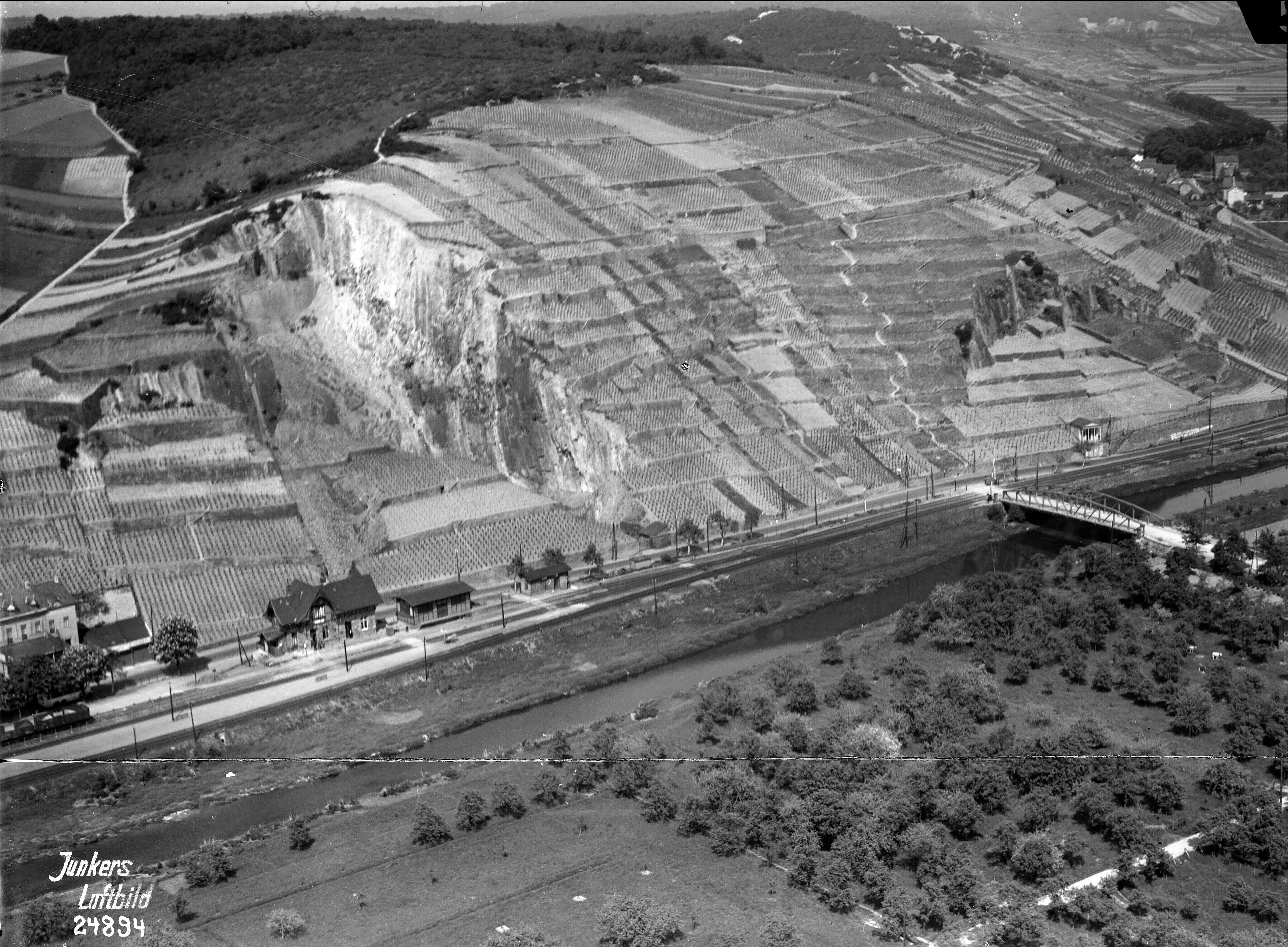
Heimersheim 1929

Der Haltepunkt „Heimersheim“ befand sich an Streckenkilometer 8,0. Er wurde im Zuge des Wiederaufbaus geschlossen und durch den 700 Meter in Richtung Lohrsdorf verschobenen Haltepunkt „Heimersheim/Lohrsdorf“ ersetzt, der am 15. Dezember 2024 eröffnet wurde.

### Bahnhof Bad Neuenahr

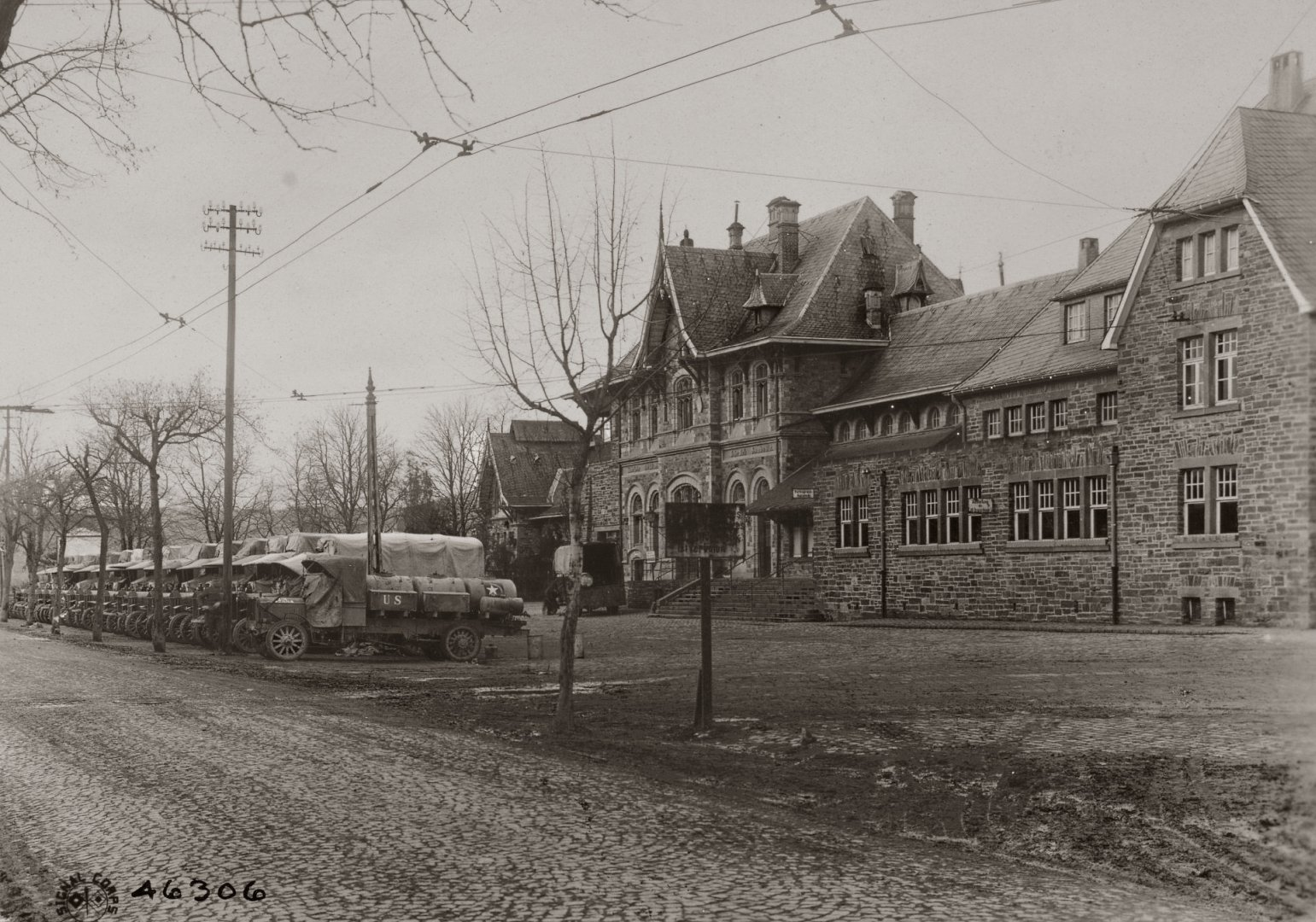
Neuenahr 1919

Der Bahnhof Bad Neuenahr liegt am Streckenkilometer 10,2.
Bis zum 14. Mai 1937 hieß der Bahnhof Neuenahr.:S. 62.

### Bahnhof Ahrweiler

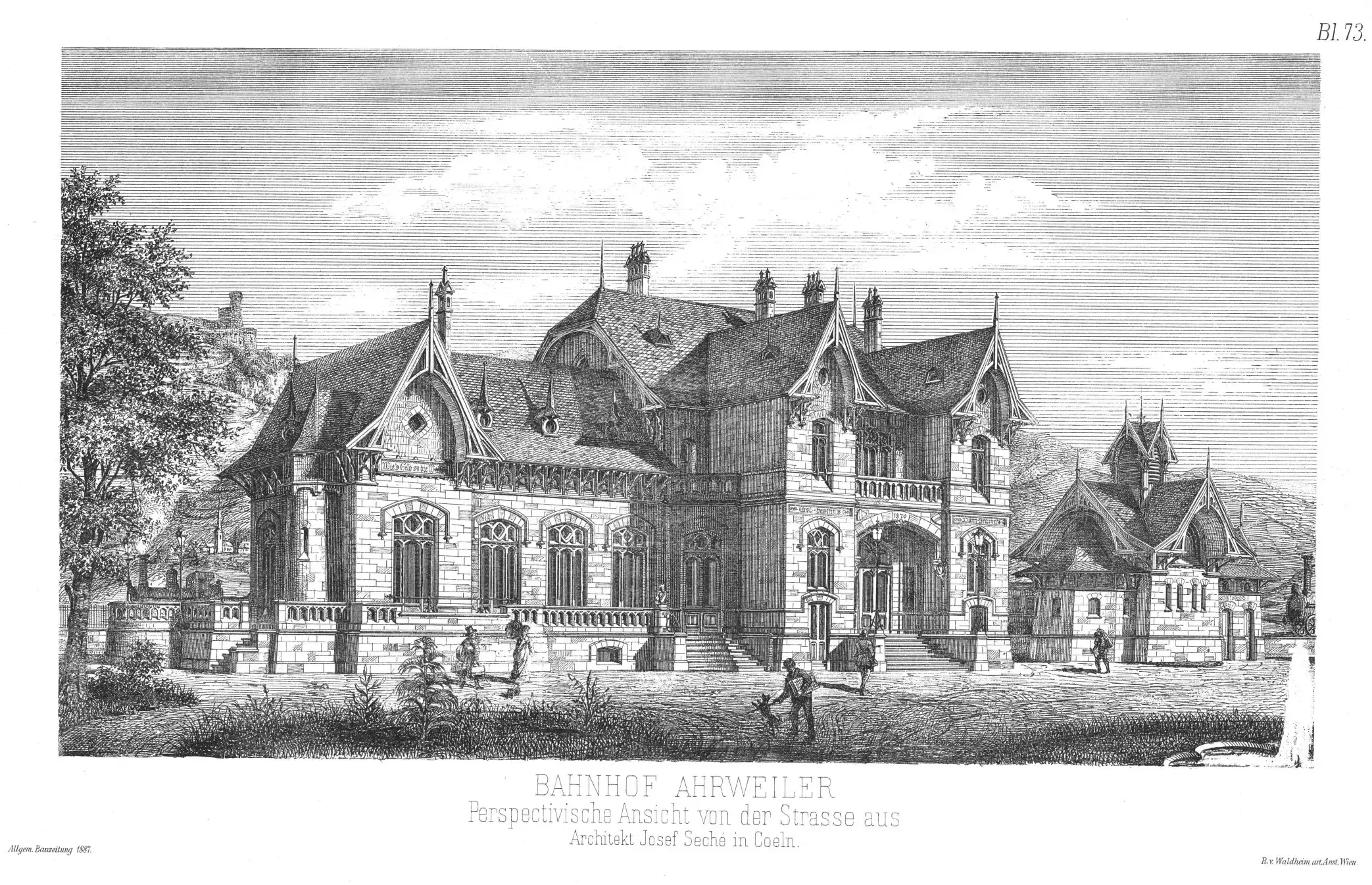
Ahrweiler 1887

Der Bahnhof Ahrweiler liegt bei Streckenkilometer 12,9.

### Haltepunkt Ahrweiler Markt
Der Haltepunkt wurde etwa im Jahr 1951 eingerichtet und befindet sich am Streckenkilometer 14,0.:S. 62.

### Haltepunkt Walporzheim

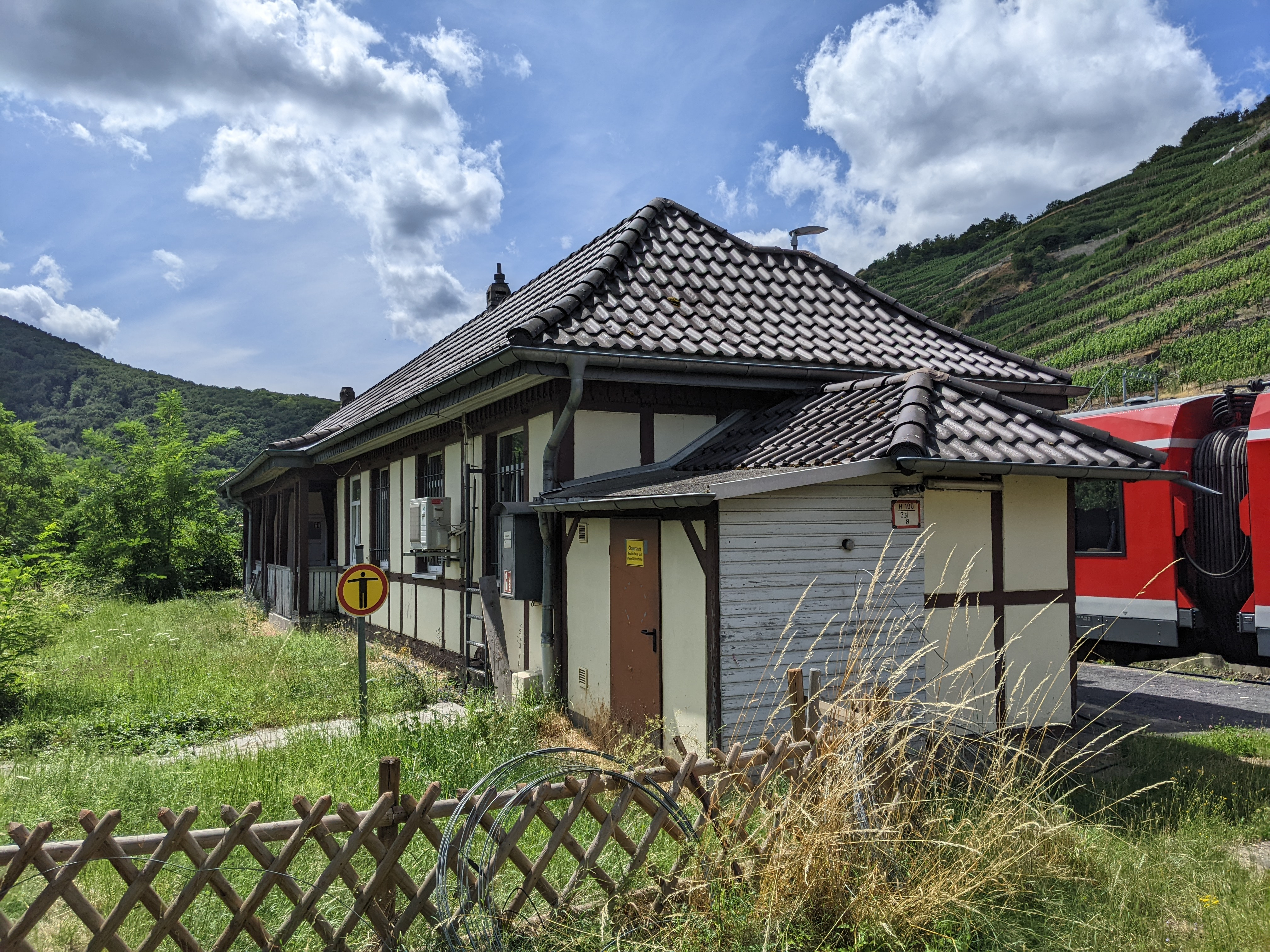
Walporzheim 2023

Der Haltepunkt Walporzheim liegt am Streckenkilometer 15,6.
Aufgrund der Schäden durch die Flutkatastrophe vom 14./15. Juli enden die Züge seit dem 12. Dezember 2021 bis auf weiteres in Walporzheim. Es wurde ein Prellbock errichtet und Walporzheim wurde von einer Überleitstelle zu einem Bahnhof deklariert.

### Haltepunkt Marienthal

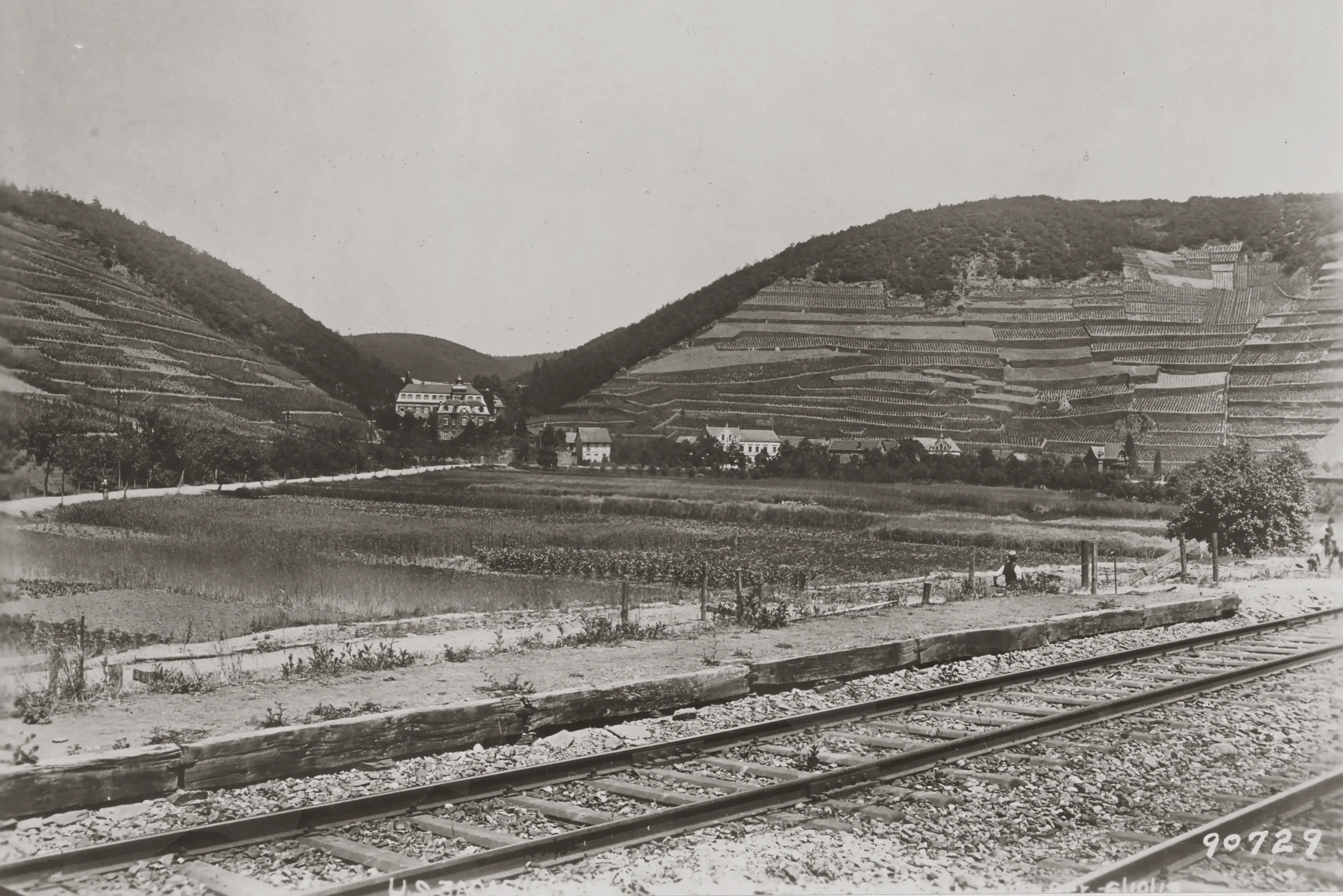
Marienthal 1919

Der Haltepunkt Marienthal befindet sich am Streckenkilometer 17,5 und bestand vom 1. April 1920 bis etwa 1955.:S. 62.

### Haltepunkt Dernau Ort

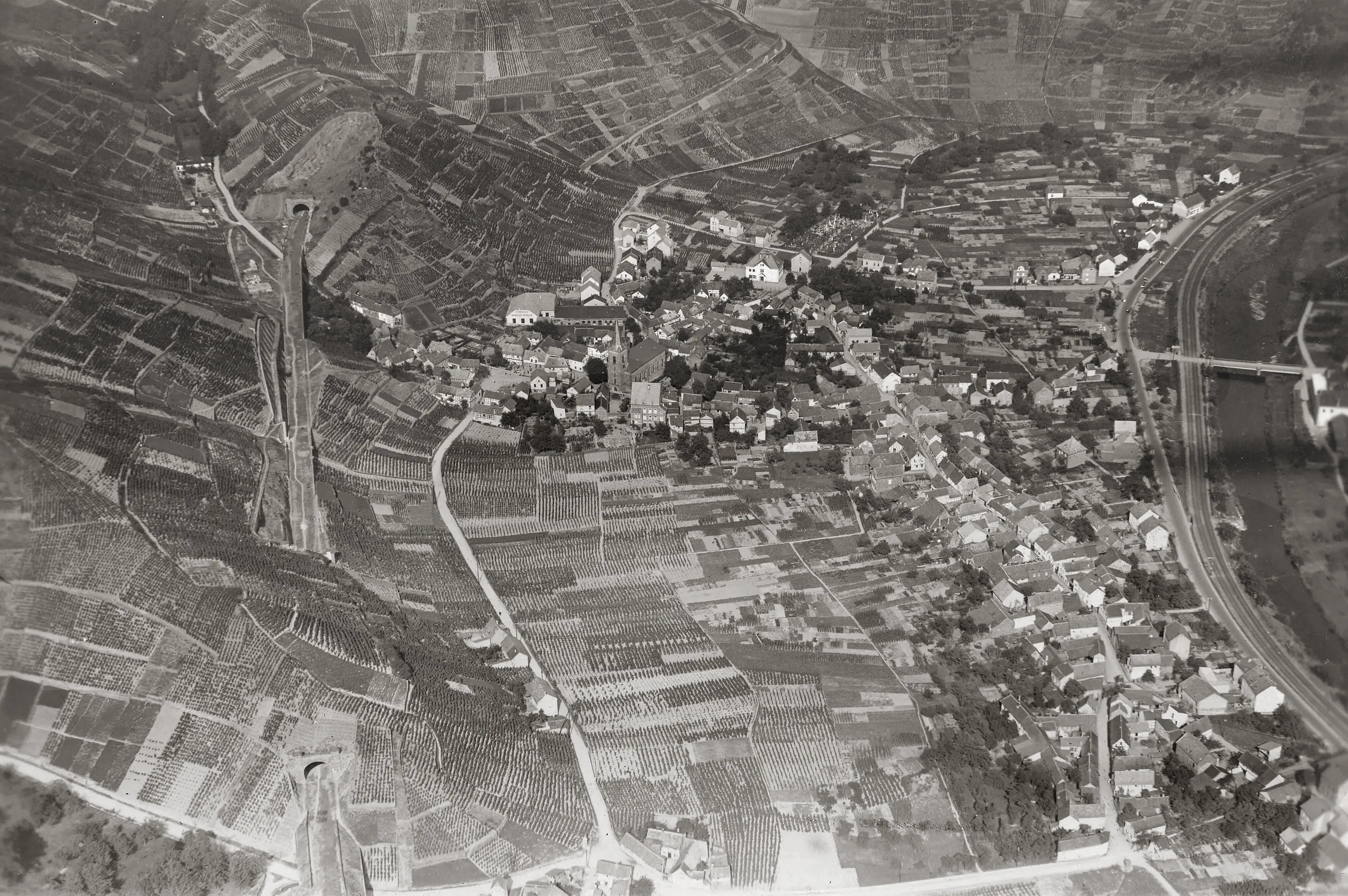
Dernau 1929

Der Haltepunkt Dernau Ort lag am Streckenkilometer 18,3 und existierte vom 18. Mai 1952 bis ins Jahr 1960.:S. 62.

### Bahnhof Dernau
Der Bahnhof Dernau befindet sich am Streckenkilometer 18,9.
Bis zur betrieblichen Einstellung aufgrund der Flutkatastrophe endeten die Züge der Linie RB 39 an diesem Bahnhof.

### Haltepunkt Rech
Der Haltepunkt Rech liegt am Streckenkilometer 20,5.

### Haltepunkt Mayschoß

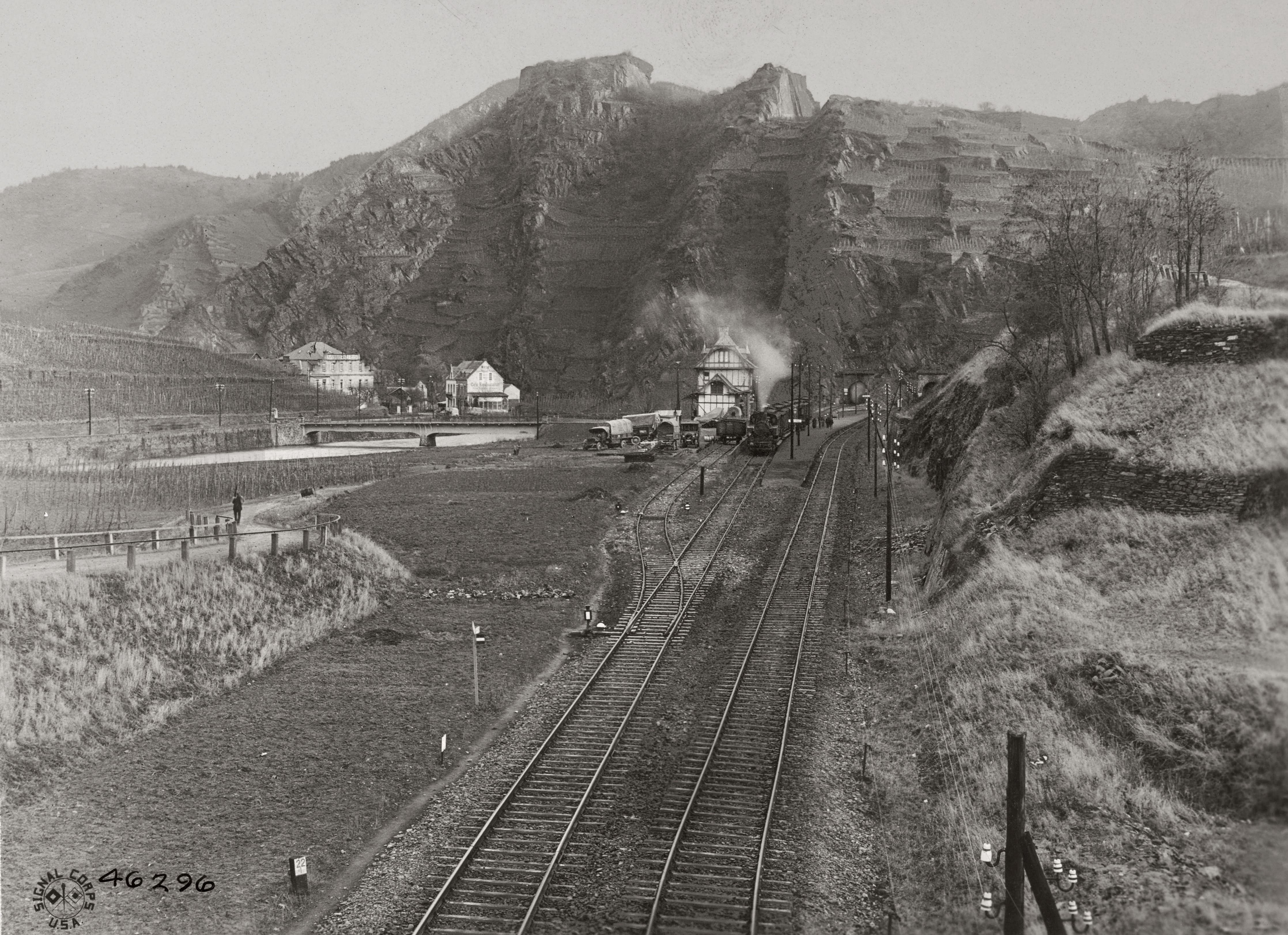
Mayschoss 1919

Der Haltepunkt Mayschoß befindet sich an Kilometer 21,8.

### Haltepunkt Altenahr

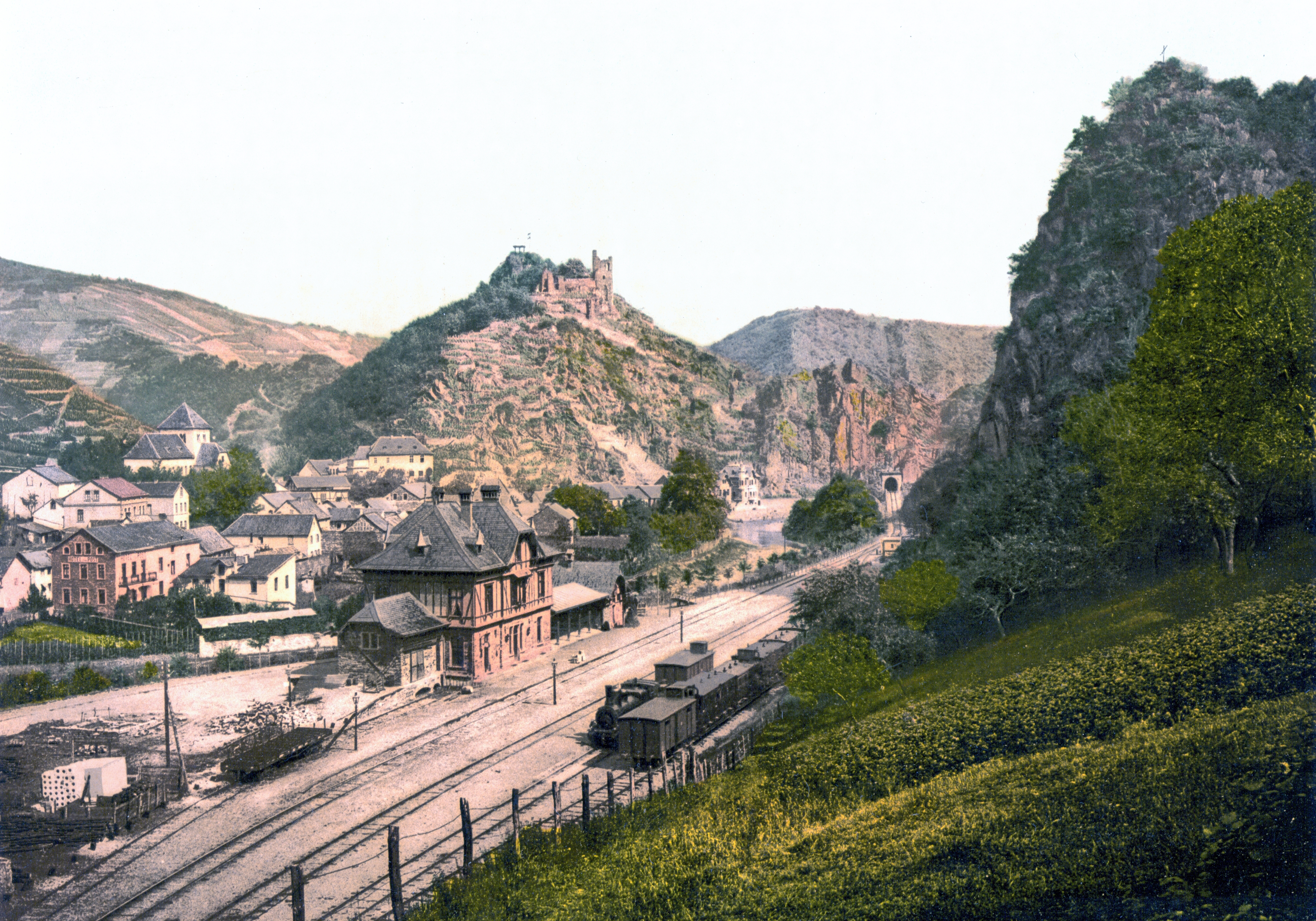
Altenahr 1900

Der Haltepunkt Altenahr befindet sich am Streckenkilometer 25,2.

### Bahnhof Kreuzberg (Ahr)
Der Bahnhof Kreuzberg (Ahr) liegt am Streckenkilometer 26,7.

### Haltepunkt Ahrbrück
Der Haltepunkt Ahrbrück, bis 1996 Brück (Ahr) befindet sich am Streckenkilometer 29,0.
Dort liegt das heutige offizielle Streckenende der Ahrtalbahn, das aber erst nach Wiederherstellung des zerstörten Abschnitts erreicht werden kann.

### Bahnhof Hönningen (Ahr)
Der Bahnhof Hönningen (Ahr) lag am Streckenkilometer 31,4.

### Bahnhof Dümpelfeld
Der Bahnhof Dümpelfeld lag am Streckenkilometer 35,8.
Am Bahnhof Dümpelfeld begann die Strecke nach Lissendorf.

### Haltepunkt Niederadenau
Der Haltepunkt Niederadenau existierte bis in die frühen 1930er Jahre und lag etwa an Streckenkilometer 37,4.

### Haltepunkt Leimbach
Der ehemalige Haltepunkt Leimbach befand sich am Streckenkilometer 40,2.

### Bahnhof Adenau

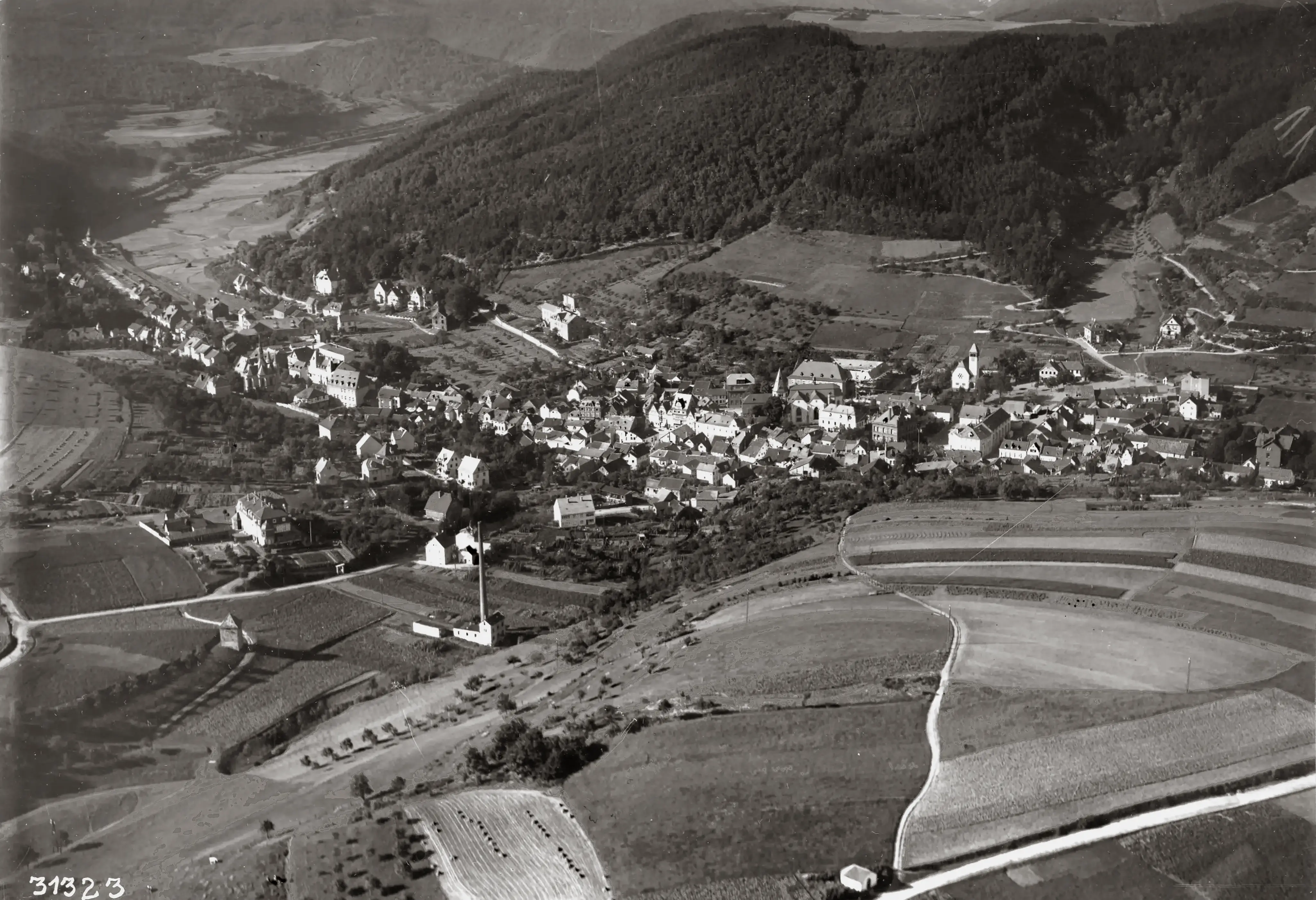
Der Bahnhof Adenau lag am unteren Ortsrand

Der ehemalige Bahnhof Adenau war der Endpunkt der Ahrtalbahn und lag am Streckenkilometer 42,4.

## Bedienungsangebot
Auf der Strecke verkehren die Linien RB 30 Bonn Hbf–Remagen–Ahrbrück und RB 39 Remagen–Dernau jeweils im Stundentakt. Beide Linien werden von der DB Regio NRW als Teil des Vareo-Netzes betrieben. Zum Einsatz kommen Dieseltriebwagen vom Typ Alstom Coradia LINT.
Ab 14. Dezember 2025 wird die Linie RB 39 durch die Linie RB 32 ersetzt, die stündlich Ahrbrück-Remagen befährt und dabei zweistündlich über Koblenz bis Boppard durchgebunden wird. Betreiber wird Trans Regio sein mit Elektrotriebzügen Siemens Mireo. Die Linie RB 30 soll im ersten Halbjahr 2026 auf Elektrotriebzüge umgestellt werden.
Güterverkehr findet auf der Ahrtalbahn nicht mehr statt. Mit Inkrafttreten des MORA-C-Programmes der Deutschen Bahn endete im September 2001 die Bedienung durch DB Cargo. Für ein hohes Verkehrsaufkommen sorgte bis dahin unter anderem der Mineralwasser-Abfüller Apollinaris mit eigenem Gleisanschluss in Bad Neuenahr.
Auf der Ahrtalbahn gelten sowohl der Tarif des Verkehrsverbunds Rhein-Mosel (VRM) als auch der Übergangstarif des Verkehrsverbunds Rhein-Sieg (VRS). Tarifraumüberschreitend findet der NRW-Tarif Anwendung.

## Planungen
Der Zweckverband SPNV Nord plant 2025 die Ausarbeitung einer Machbarkeitsstudie zur Verlängerung der Ahrtalbahn nach Adenau zu vergeben. Ebenso soll eine Kosten-Nutzen-Untersuchung zur Bewertung zusätzlicher Stationen entlang der Bestandsstrecke vergeben werden.